# Safa Aissaoui
Safa Aissaoui (cũng là Issaoui, sinh ngày 23 tháng 1 năm 1985) là một vận động viên chạy đường dài và trung lưu người Tunisia đã nghỉ hưu, chủ yếu chuyên môn trong 800 và 1500 mét.
Trong sự nghiệp ban đầu của mình, cô đã giành được huy chương bạc ở nội dung 3000 mét tại Giải vô địch thế giới thiếu niên năm 2004. Cô cũng đã thi đấu trong 5000 mét mà không hoàn thành cuộc đua; trong 1500 mét tại Giải vô địch trẻ thế giới năm 2003 và trong các cuộc đua cơ sở tại Giải vô địch quốc gia xuyên quốc gia năm 2003 và 2004.
Ở cấp độ cao, cô đã tham dự Giải vô địch quốc gia xuyên quốc gia năm 2005, 2009, 2010 và 2011 với vị trí tốt nhất của cô là thứ 54 trong năm 2011  Trong các sự kiện khu vực và lục địa, Aissaoui đã giành huy chương bạc trong 5000 mét tại Đại hội Thể thao Pan Arab 2004, hai huy chương bạc (và một huy chương đồng) tại Giải vô địch điền kinh Ả Rập năm 2005 và huy chương bạc ở 1500 mét tại Giải vô địch châu Phi 2006.
Cô cũng đã hoàn thành thứ mười ba tại Đại hội Thể thao Địa Trung Hải năm 2005 và thứ chín tại Đại hội Thể thao Địa Trung Hải năm 2009, cả hai trong 1500 mét. Cô đã thi đấu ở cự ly 800 mét tại Giải vô địch châu Phi 2006 và ở cự ly 1500 mét tại Đại hội Thể thao toàn châu Phi 2007 mà không lọt vào trận chung kết.
Thời gian tốt nhất cá nhân của cô là 2: 06,2 phút trong 800 mét, đạt được vào tháng 6 năm 2009 tại Nabeul; 4: 14,32 phút trong 1500 mét, đạt được vào tháng 6 năm 2006 tại Bucharest; 9: 02,47 phút trong 3000 mét, đạt được tại Giải vô địch thế giới thiếu niên năm 2004 ở Grosseto; và 16: 12,24 phút trong 5000 mét, đạt được vào tháng 6 năm 2011 tại Constanta.